# Flores de otro mundo
Flores de otro mundo is een Spaanse film van Icíar Bollaín die werd uitgebracht in 1999.
Deze tragikomedie kaart de problematiek aan van de demografische crisis op het Spaanse platteland waar mannen wanhopig op zoek zijn naar een vrouw.

## Samenvatting
Heel wat Spaanse dorpen kampen met een tekort aan huwbare vrouwen. De mannen van het stadje Santa Eulalia in de ontvolkte provincie Guadalajara in Castilië-La Mancha hebben er iets op gevonden: ieder jaar organiseren ze een feest waarop vrouwen worden uitgenodigd. Zo hopen ze de liefde te vinden en een hoopvolle toekomst tegemoet te gaan.
Een bus dropt er een hele lading vrouwen die op zoek zijn naar stabiliteit, liefde, gezelschap of immigratiepapieren. Onder hen bevinden zich Marirrosi, een gescheiden verpleegster van volwassen leeftijd met een zoon, die de eenzaamheid in haar eigen huis in Bilbao beu is. Patricia is een Dominikaanse met twee kleine kinderen die illegaal in Spanje verblijft en op zoek is naar bestaanszekerheid. Milady is een twintigjarige Cubaanse die droomt van een ander en beter leven, vol plezier en reizen in Europa. 
Deze drie vrouwen maken kennis met de vrijgezellen Alfonso, Damián en Carmelo. Drie koppels ontstaan. Marirrosi en Alfonso, een zachtaardige tuinman, worden verliefd. Patricia trekt in bij Damián, een hardwerkende boer die samenwoont met zijn moeder. Milady trekt op met de oudere Carmelo. 

## Rolverdeling
| Acteur           | Personage                      |
| ---------------- | ------------------------------ |
| José Sancho      | Carmelo                        |
| Luis Tosar       | Damián                         |
| Chete Lera       | Alfonso                        |
| Elena Irureta    | Marirrosi                      |
| Marilyn Torres   | Milady                         |
| Lissete Mejía    | Patricia                       |
| Amparo Valle     | Gregoria, de moeder van Damián |
| Rubén Ochandiano | Oscar                          |
| Félix Cubero     | een vrijgezel                  |